# William Kahan

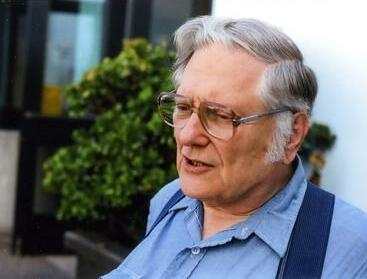
William Kahan

William Kahan (Toronto, 5 juni 1933) is een Canadees wiskundige en informaticus. Hij is vooral werkzaam in de numerieke wiskunde. In 1989 kreeg hij voor zijn baanbrekende werk op het gebied van floating-point arithmetic een Turing Award.

## Leven
Kahan groeide op in Toronto, Canada, bij Joodse ouders. Zijn ouders noemden hem Velvel (kleine Wolf), wat geangliceerd werd tot William.
Kahan studeerde aan Universiteit van Toronto. Na het behalen van zijn Bachelor in 1954 en zijn Master in 1956, promoveerde hij in 1958 op een proefschrift genaamd Gauss-Seidel Methods Of Solving Large Systems Of Linear Equations. Daarna werkte hij aan de Universiteit van Cambridge twee jaar aan EDSAC-2, een vroege computer, om daarna in Toronto terug te keren. In deze tijd werkte hij aan foutanalyse van numerieke berekeningen.
In 1969 werd hij hoogleraar in de wiskunde, electrotechniek en informatica aan de Universiteit van Californië in Berkeley; inmiddels is hij met emeritaat.

## Werk
In het midden van de jaren 60 ontwikkelde hij het sommatie-algoritme van Kahan, waarmee afrondfouten die ontstaan bij het optellen van twee of meer zwevendekommagetallen worden bijgehouden en zo mogelijk gecorrigeerd.
Voor verschillende bedrijven, waarond Hewlett-Packard en IBM, schreef hij numerieke algoritmes. Hij hielp Intel bij het ontwikkelen van de Intel 8087, een co-processor die berekeningen met zwevendekommagetallen kan uitvoeren. De ervaringen die hij hierbij opdeed gebruikte hij begin jaren 80 bij het schrijven van de eerste versie van de IEEE 754-standaard, waarvan hij de hoofdontwerper was. Ook was hij betrokken bij de nieuwe versie van die standaard uit 2008.
Voor zijn bijdragen aan zwevendekommaberekeningen kreeg Kahan in 1989 de Turing Award. Bovendien kreeg hij eredoctoraten van de Technische Universiteit Chalmers (in 1993) en de Universiteit van Waterloo (in 1998).